# Таскопа
Таскопа (каз. Тасқопа) — село в Темирском районе Актюбинской области Казахстана. Административный центр Таскопинского сельского округа. Код КАТО — 155643100.

## Население
В 1999 году население села составляло 1100 человек (542 мужчины и 558 женщин). По данным переписи 2009 года, в селе проживали 922 человека (468 мужчин и 454 женщины).

## Достопримечательности
26.10.2019г. у поселка Таскопа археологи нашли останки второго «Золотого человека»